# Dicranella remotifolia
Dicranella remotifolia är en bladmossart som beskrevs av Bescherelle 1876. Dicranella remotifolia ingår i släktet jordmossor, och familjen Dicranaceae. Inga underarter finns listade i Catalogue of Life.